# Émile Bréchot

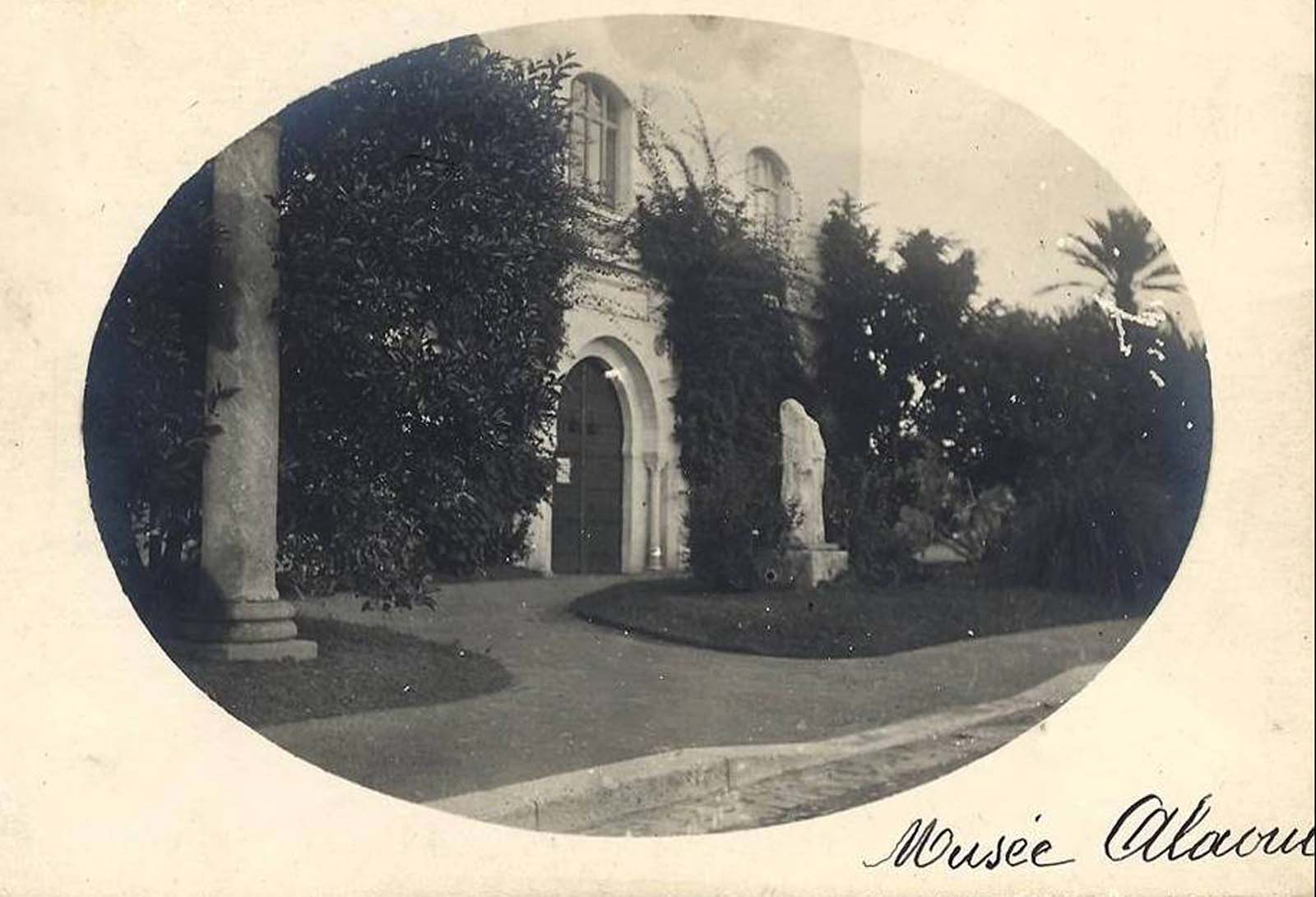
Entrada del Museo Alaoui, imagen de 1890

Émile Bréchot, fue un pintor postimpresionista de la escuela de Rouen y escultor francés alumno de Mercié, nacido en Caudebec-en-Caux en 1887 y fallecido en 1971.

## Datos biográficos
Nació en Caudebec-en-Caux, Alta Normandía en 1887
Perteneció a la Escuela de Rouen de pintores postimpresionistas
Fue alumno del escultor Antonin Mercié .
Fue conservador del Museo Alaoui, actual Museo Nacional del Bardo de Túnez de 1927 a 1948 y posteriormente presidente de la Asociación de Amigos del viejo Caudevec.
Falleció en 1971 a los 84 años.

## Obras
Entre las mejores y más conocidas obras de Émile Bréchot se incluyen las siguientes:
- Cabeza de Amor- mármol, 1923, conservada en el depósito de los mármoles del museo de Caudebec-en-Caux[1]